# هاویل
هاویل (به هلندی: Haule) یک منطقهٔ مسکونی در هلند است که در اوست‌استلینگ‌ورف واقع شده‌است. هاویل ۵۹۳ نفر جمعیت دارد.